# Mario Aurelio Poli

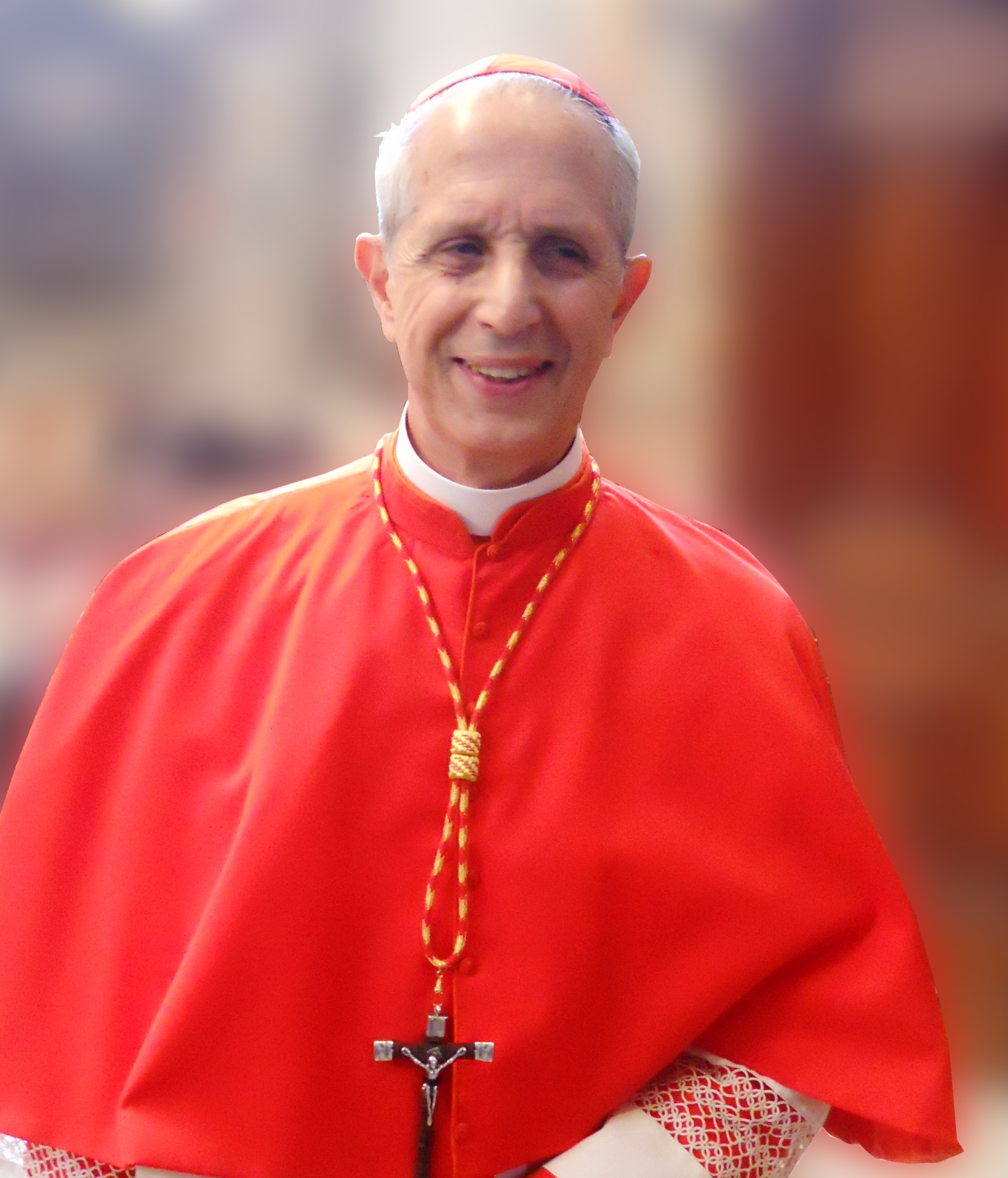
Mario Aurelio Kardinal Poli (2014)

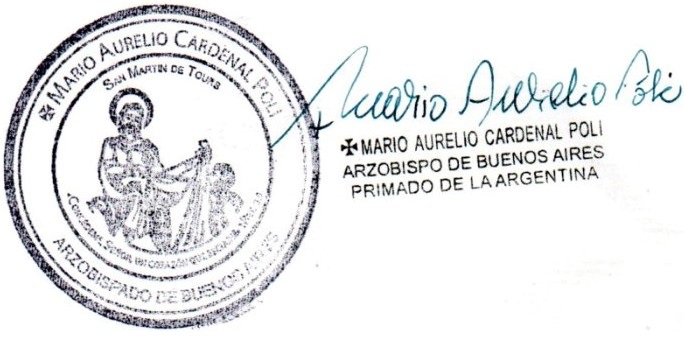
Siegel und Unterschrift des Kardinal-Erzbischofs und Primas von Argentinien

Kardinalswappen

Mario Aurelio Kardinal Poli (* 29. November 1947 in Buenos Aires) ist ein argentinischer Geistlicher, emeritierter römisch-katholischer Erzbischof von Buenos Aires und Primas von Argentinien.

## Leben
Mario Aurelio Poli, Sohn italienischer Einwanderer, studierte zunächst Rechts- und Sozialwissenschaften, trat dann in das Diözesanseminar in Buenos Aires (Villa Devoto) ein und studierte Philosophie und Katholische Theologie. Am 25. November 1978 empfing er die Priesterweihe durch den Erzbischof von Buenos Aires, Juan Carlos Kardinal Aramburu. Während seines theologischen Doktoratsstudiums an der Päpstlichen Katholischen Universität von Argentinien „Santa Maria de los Buenos Aires“ (UCA) war er Pfarrvikar von San Cayetano (1978–1980). Er war am Diözesanseminar Villa Devoto (1980–1987) tätig und Kaplan der Dienerinnen des heiligen Geistes von der ewigen Anbetung (1988–1991). 1991 wurde er Direktor des Instituto Vocacional San José und Professor für Kirchengeschichte an der Theologischen Fakultät der UCA.
Papst Johannes Paul II. ernannte ihn am 8. Februar 2002 zum Titularbischof von Abidda und zum Weihbischof in Buenos Aires. Die Bischofsweihe spendete ihm der Erzbischof von Buenos Aires, Jorge Mario Kardinal Bergoglio SJ, am 20. April desselben Jahres; Mitkonsekratoren waren Juan Carlos Kardinal Aramburu, emeritierter Erzbischof von Buenos Aires, und die Weihbischöfe Mario José Serra, Joaquín Mariano Sucunza und Guillermo Rodríguez Melgarejo.
Am 24. Juni 2008 ernannte ihn Papst Benedikt XVI. zum Bischof von Santa Rosa. In der argentinischen Bischofskonferenz war er Mitglied der Bildungskommission und ist Präsident der bischöflichen Kommission für die Katechese und die Bibelseelsorge.
Papst Franziskus ernannte ihn am 28. März 2013 zu seinem Nachfolger als Erzbischof von Buenos Aires. Poli wurde am 20. April desselben Jahres in das Amt eingeführt. Zudem übernahm er das Amt des Ordinarius für die Katholiken orientalischer Riten in Argentinien, das der heutige Papst Franziskus seit 1998 innehatte. Poli gab sich das Bischofsmotto „Concédeme Señor un corazón que escuche“ (deutsch: „Gib mir, Herr, ein hörendes Herz“) (nach 1 Kön 3,9 ).
Im Konsistorium vom 22. Februar 2014 nahm ihn Papst Franziskus als Kardinalpriester mit der Titelkirche San Roberto Bellarmino in das Kardinalskollegium auf.
Im April 2015 wurde bekannt, dass Poli für die Piusbruderschaft eine staatliche Registrierung in Argentinien als katholischer Orden beantragt hatte. Am 11. November 2017 wurde er zum Vizepräsidenten der Exekutivkommission der Argentinischen Bischofskonferenz gewählt, seine Amtszeit lief bis 2020. Aktuell (Stand Januar 2023) ist Kardinal Poli Präsident der bischöflichen Kommission für katholisches Bildungswesen.
Am 26. Mai 2023 nahm Papst Franziskus das von Mario Aurelio Poli aus Altersgründen vorgebrachte Rücktrittsgesuch an. Am 28. November desselben Jahres nahm der Papst auch seinen Rücktritt vom Amt des Ordinarius für die Katholiken orientalischer Riten in Argentinien an. Nach dem Tod von Papst Franziskus nahm Kardinal Poli am Konklave 2025 teil, das Leo XIV. zum Papst wählte.

## Mitgliedschaften
Kardinal Poli ist Mitglied folgender Dikasterien der Römischen Kurie:
- Kongregation für die orientalischen Kirchen (seit 2014)[11]
- Kongregation für die Evangelisierung der Völker (seit 2014)[12]
- Dikasterium für Laien, Familie und Leben (seit 2018)[13]